# Distrito de Bukedea
El distrito de Bukedea es un distrito de Uganda ubicado en la región este del país recientemente mencionado. Posee una población de 203 600 habitantes. Además más del 80% de la población de este distrito ugandés vive por debajo del umbral de la pobreza. Su ciudad capital, Bukedea, es también la razón por la cual el distrito posee este nombre.